# What You Meant to Me
What You Meant to Me (englisch für „Was du mir bedeutet hast“) ist ein Lied des belgischen Singer-Songwriters Berre aus dem Jahr 2025, in Zusammenarbeit mit der deutschen Singer-Songwriterin Madeline Juno.

## Entstehung und Artwork
Das Lied wurde von den Interpreten Madeline Juno und Berre Vandenbussche selbst, zusammen mit dem Koautoren Tillmann Loch, geschrieben. Loch zeichnete zudem auch für die Abmischung, Aufnahme, Instrumentierung sowie die Produktion verantwortlich. Für die Instrumentierung spielte er dabei Bass, Gitarre und Schlagzeug ein. Es handelt sich hierbei um die erste Zusammenarbeit aller Autoren untereinander. Das Mastering erfolgte durch Equus Audio Mastering im belgischen Vlezenbeek, unter der Leitung des Studiobetreibers Pieter de Wagter.
Auf dem Frontcover der Single sind – neben Interpretenangabe und Liedtitel – Berre und Juno zu sehen. Die Aufnahme entstand in Berlin und zeigt die beiden in der Innenstadt, während sie miteinander lachen und ein Getränk zu sich nehmen.

## Veröffentlichung und Promotion
Die Erstveröffentlichung von What You Meant to Me erfolgte als Single am 21. März 2025 bei Universal Music. Diese erschien als digitaler Einzeltrack zum Download und Streaming (Katalognummer: 00602478031892). Während der Vertrieb ebenfalls durch Universal Music erfolgte, wurde das Lied durch Budde Music Publishing und Edition Forest Fire verlegt.
Erstmals angekündigt wurde die Singleveröffentlichung zu What You Meant to Me von beiden Interpreten über ihre sozialen Medien am 13. März 2025.

## Hintergrund
Juno startete ihre Karriere mit englischsprachigen Liedern und veröffentlichte zunächst mit The Unknown (März 2014) und Salvation (Februar 2016) zwei englischsprachige Studioalben. Nach einigen Tiefschlägen begann sie einen Neuanfang und veröffentlichte ab September 2016, mit der Veröffentlichung ihrer Waldbrand-EP, weitgend deutschsprachige Musik, auch weil diese unter anderem mehr „Klarheit“ beim Zuhörer verschaffen würde. In einem Instagram-Beitrag, kurz vor der Veröffentlichung von What You Meant to Me, stellte Juno jedoch klar, dass sie nie aufgehört habe für andere Musiker auf Englisch zu schreiben. So schrieb sie unter anderem den Charthit June für Becks (Juni 2023). Im gleichen Zug gab sie an, dass sie es vermisst habe, diese Seite von sich auszuleben. What You Meant to Me sei dabei schon eineinhalb Jahre vor seiner Veröffentlichung entstanden.
Bei What You Meant to Me handelt es sich um die erste englischsprachige Veröffentlichung von Juno seit der Singleauskopplung Last Christmas im Dezember 2021. Die letzte von ihr selbst geschriebene Aufnahme in Englisch erschien mit So Strong im Mai 2018 auf dem Soundtrack zur zweiten Staffel von You Are Wanted. Zuvor erschien noch ein Gastbeitrag mit The Water im Juni 2017 und mit No Words ein Promo-Tonträger im Februar 2017. Die letzte englischsprachige Single, die von ihr selbst geschrieben wurde, erschien im Juni 2016 mit You Know What?

## Inhalt
Der Liedtext zu What You Meant to Me ist in Englisch verfasst; bedeutet ins Deutsche übersetzt „Was du mir bedeutet hast“ und stammt von den beiden Interpreten sowie Tillmann Loch. Alle Texter komponierten zugleich die Musik in der Tonart fis-Moll mit 175 Schläge pro Minute.
Inhaltlich handelt das Lied von einer in die Brüche gegangenen Liebesbeziehung („Couldn’t you have warned me your love would kill me slowly?“), die man noch nicht ganz los lassen könne („I’m haunted by your memory, you’re gone but not completely“).
Aufgebaut ist das Lied aus zwei Strophen, einem Refrain, einer Bridge und einem Outro. Es beginnt mit der ersten Strophe, die als Achtzeiler geschrieben wurde. An diese schließt sich zunächst der dreizeilige Prechorus an, ehe der eigentliche Refrain einsetzt. Dieser umfasst sechs Zeilen und setzt sich aus zwei Dreizeilern zusammen, deren erste Zeile sich lediglich unterscheiden. Bis zum Ende des ersten Refrains ist lediglich Berre zu hören. Der gleiche Aufbau wiederholt sich mit der zweiten Strophe, allerdings wird diese und der Prechorus von Juno alleine interpretiert; der zweite Refrain sowie fortan alle weiteren Textpassagen werden im Duett gesungen. Der zweite Refrain klingt mit einem Postchorus aus, der ebenfalls aus drei Zeilen besteht und auf Teile des Refrains zurückgreift. Auf den Postchorus folgt als musikalisches Zwischenspiel die Bridge, die als Vierzeiler geschrieben wurde. Danach endet das Lied mit dem Outro, das sechs Zeilen umfasst und ebenfalls, wie der Postchorus, auf den Refrain zurückgreift.
| „Couldn’t you have warned me your love would kill me slowly? ’Cause now I can’t pretend this ain’t the consequence. Of what you meant to me. I’m haunted by your memory, you’re gone but not completely. ’Cause now I can't pretend this ain't the consequence. Of what you meant to me.“ – Refrain, Originalauszug | „Hättest du mich nicht warnen können, dass deine Liebe mich langsam umbringen würde? Denn jetzt kann ich nicht so tun, als wäre das nicht die Folge dessen, was du mir bedeutet hast. Deine Erinnerung verfolgt mich, du bist fort, aber nicht ganz. Denn jetzt kann ich nicht so tun, als wäre das nicht die Folge dessen, was du mir bedeutet hast.“ – Refrain, Übersetzung |

## Mitwirkende
| Liedproduktion - Madeline Juno: Gesang, Komposition, Liedtext - Tillmann Loch: Abmischung, Bass, Gitarre, Komposition, Liedtext, Musikproduktion, Schlagzeug, Tontechnik - Berre Vandenbussche: Gesang, Komposition, Liedtext - Pieter de Wagter: Mastering | Unternehmen - Budde Music Publishing: Musikverlag - Edition Forest Fire: Musikverlag - Equus Audio Mastering: Tonstudio - Universal Music: Musiklabel, Vertrieb |

## Rezensionen
Das Online-Magazine LifeOnStage beschrieb What You Meant to Me als melodischen Titel.